# Ornodopantes
Ornodopantes (en llatí Ornodopantes, en grec antic Ορνοδοπάντης) va ser un sàtrapa o governador part.
Marc Calpurni Bíbul el va convèncer l'any 50 aC (quan era governador de Síria) de revoltar-se contra el rei Orodes II de Pàrtia i proclamar rei a Pacoros. Tàcit esmenta un Ornospades o Ornodopantes, un poderós cap part que vivia durant el regnat del Tiberi, que per tant ha de ser personatge diferent.